# Arkadij Avertjenko

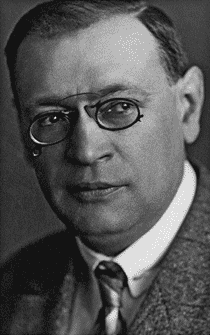
Arkadij Avertjenko, 1919

Arkadij Timofejevitj Avertjenko, (Arkadij Timofeevič Averčenko) född 27 mars 1881 och död 12 mars 1925, var en rysk författare.
Avertjenko skrev satiriska smådikter och var en mästare i den koncentrerade humoresken, så som den utvecklats av den unge Anton Tjechov. Hans berättarkonst har oftast en dragning åt det groteska, men i bakgrunden skymtar ibland en bitter tragik. Avertjenko var utgivare av skämtbladet Satirikon, en rysk motsvarigheten till Simplicissimus under sista tiden av tsarväldet, i vilken framstående tecknare som Ivan Bilibin med flera medverkade.

## På svenska
- Rent ryskt: två dussin historier (urval, översättning och inledning: Bengt Samuelson, Ellerström, 1995)